# Udo Wagner
Udo Wagner (Guaramirim, 12 de março de 1949) é um empresário e político brasileiro, filiado ao Partido Progressista (PP).
Foi deputado à Assembleia Legislativa de Santa Catarina na 12ª legislatura (1991 — 1995).
Nas eleições de 2016 foi eleito vice-prefeito de Jaraguá do Sul.